# Gauda
Gauda (griechisch Γαύδης, tamazight ⴳⵓⴷⴰ Guda) war ein Sohn des Numiderkönigs Mastanabal und Enkel des Königs Massinissa. Wegen seiner körperlichen und geistigen Anfälligkeit wurde er von der Thronfolge des Königs Micipsa ausgeschlossen. Während des Jugurthinischen Kriegs (111–105 v. Chr.) machte er seine Ansprüche geltend und wurde nach Jugurthas Niederlage gegen das Römische Reich mit Unterstützung des römischen Feldherrn Gaius Marius König von Numidien (105–88 v. Chr.). Sein Sohn Hiempsal II. war sein Nachfolger.